# Lithraeus atronotatus
Lithraeus atronotatus är en skalbaggsart som först beskrevs av Maurice Pic 1929.  Lithraeus atronotatus ingår i släktet Lithraeus och familjen bladbaggar. Inga underarter finns listade i Catalogue of Life.

## Bildgalleri

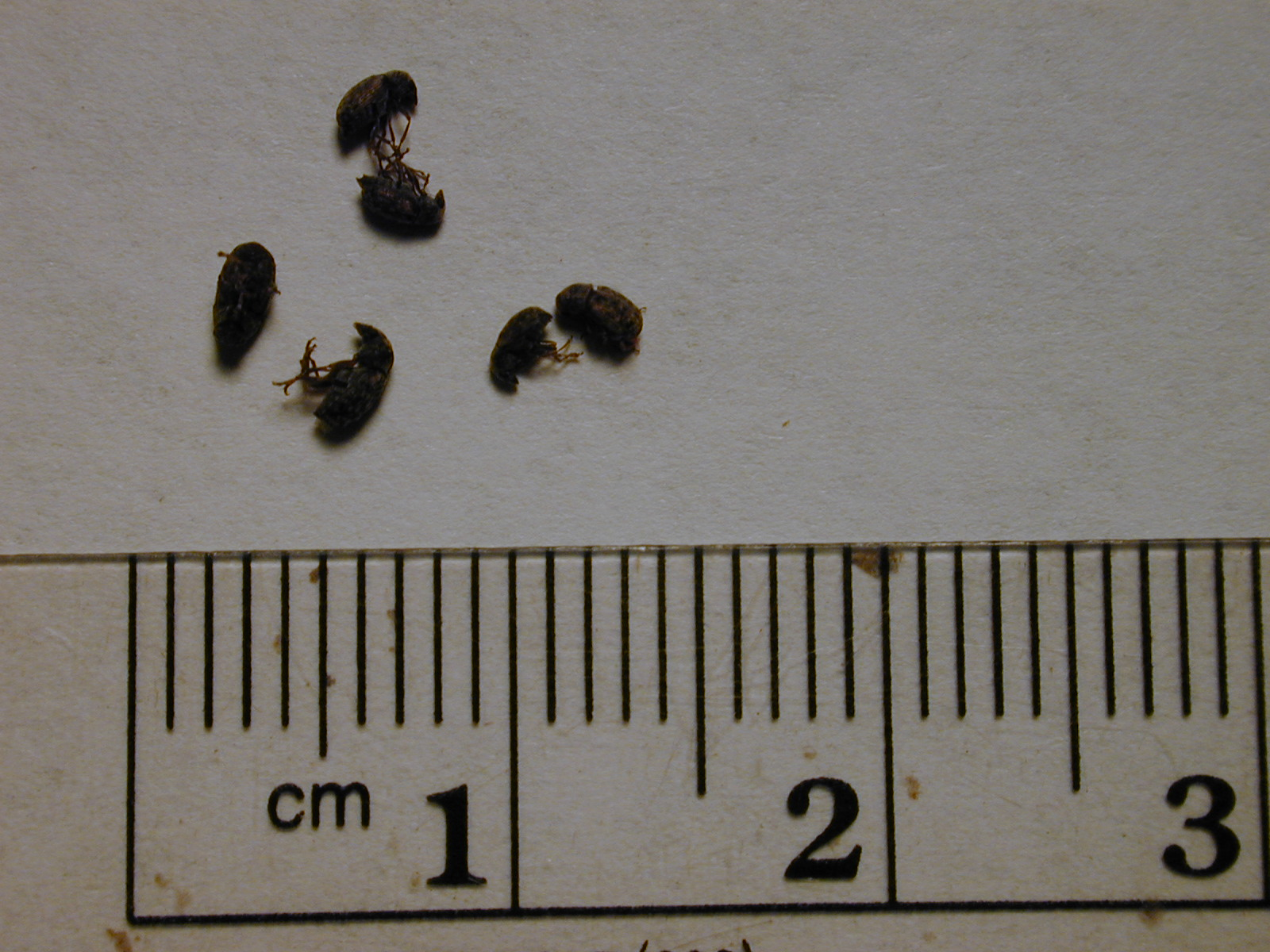
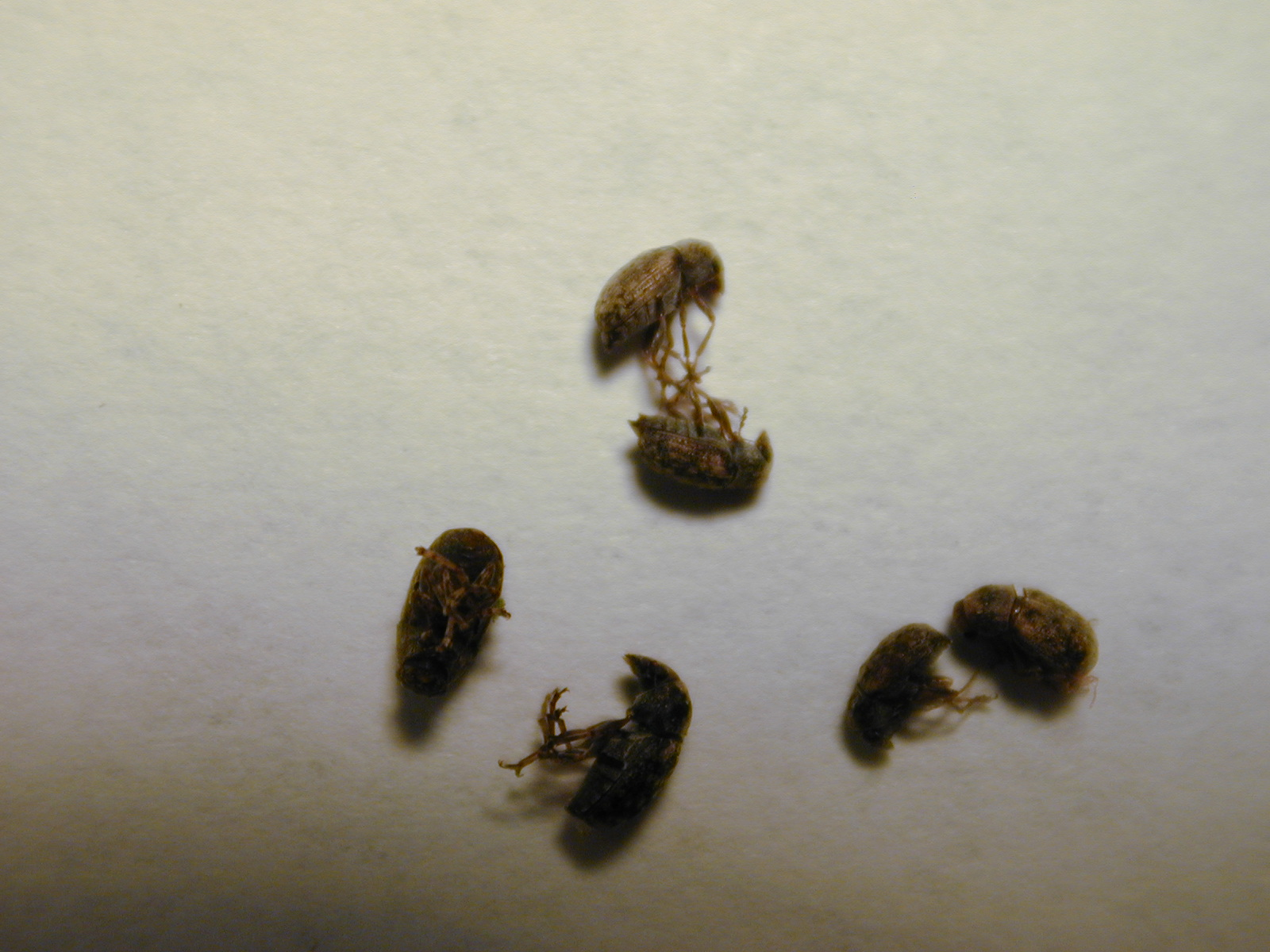
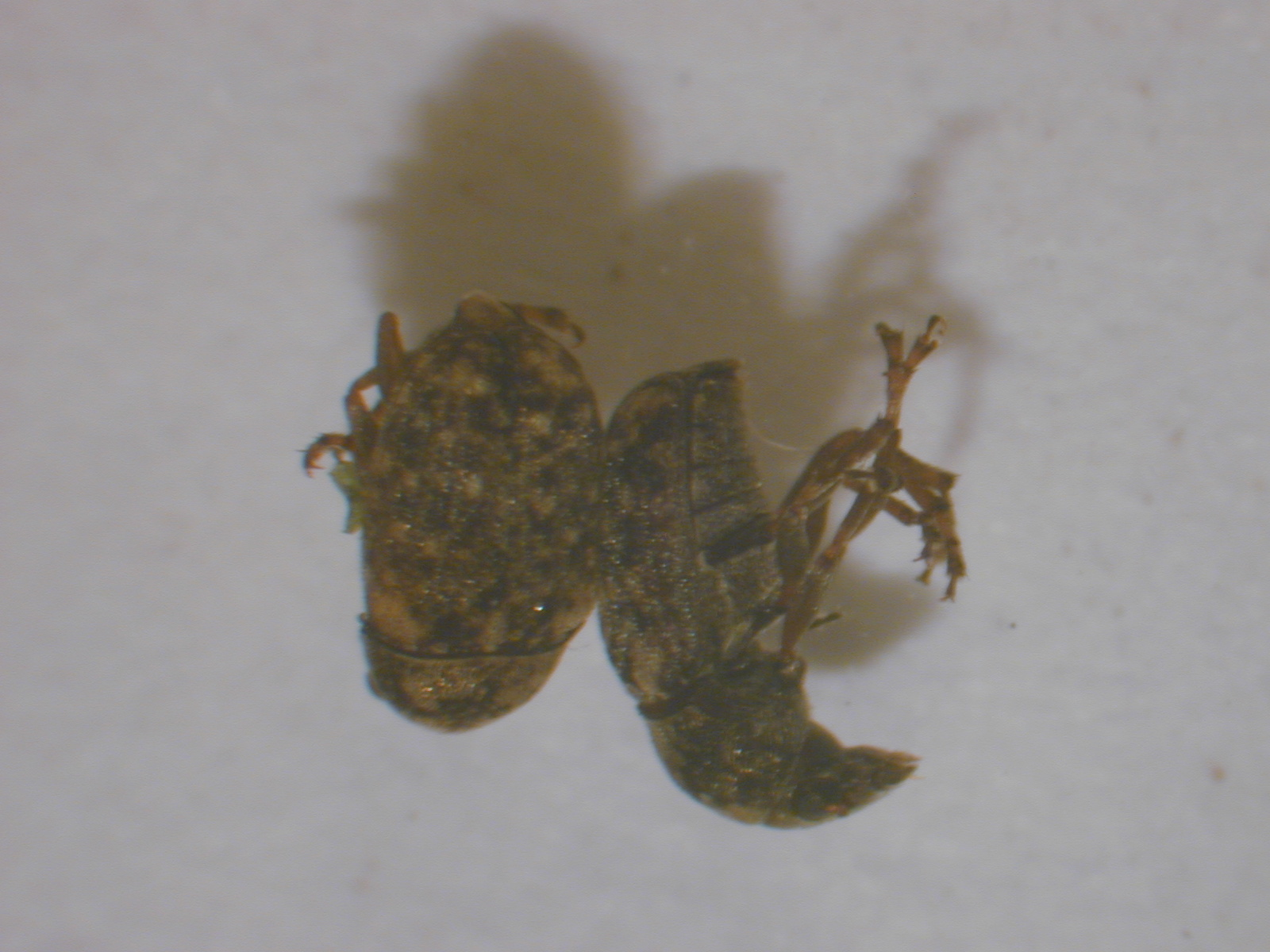
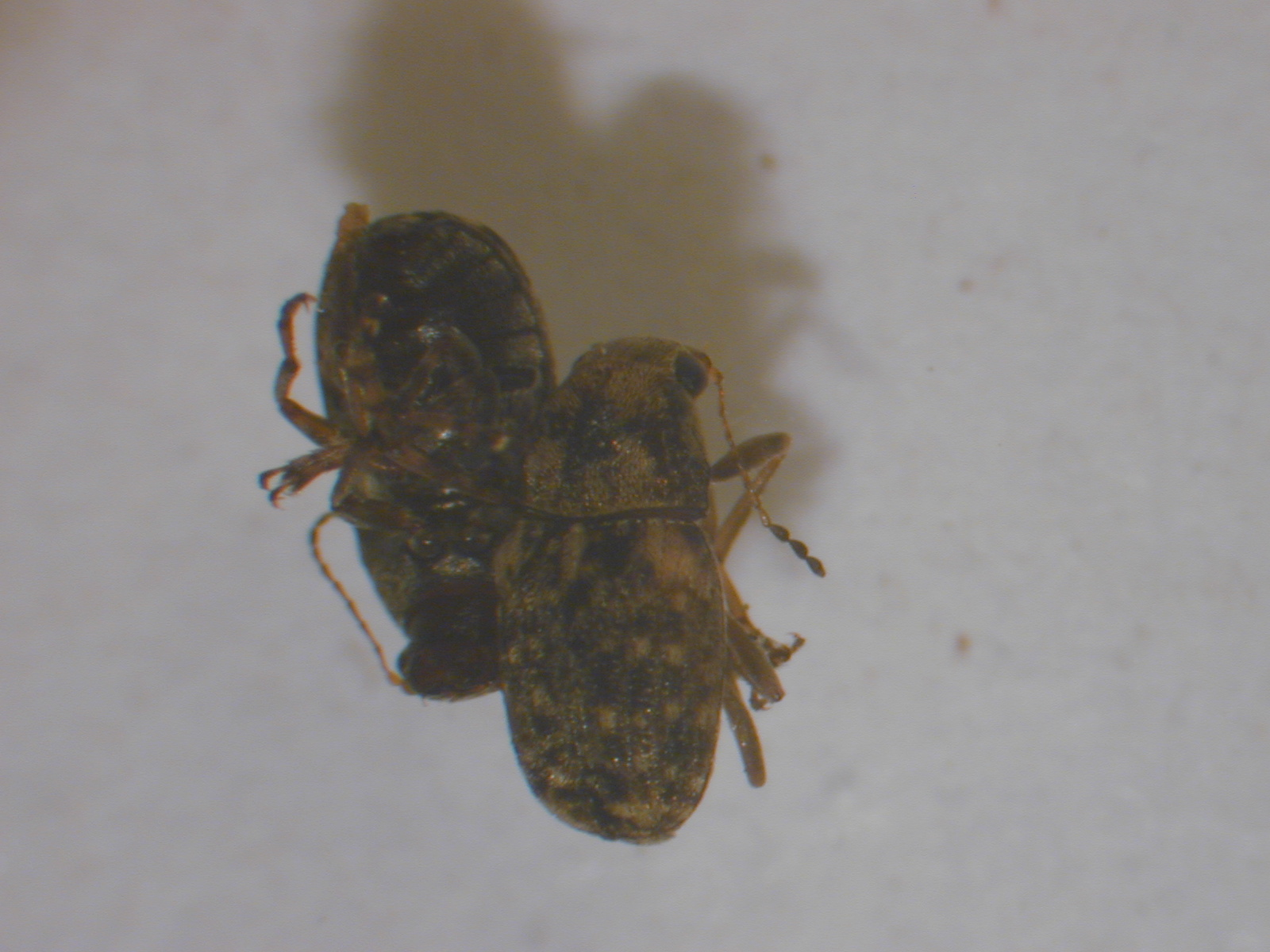
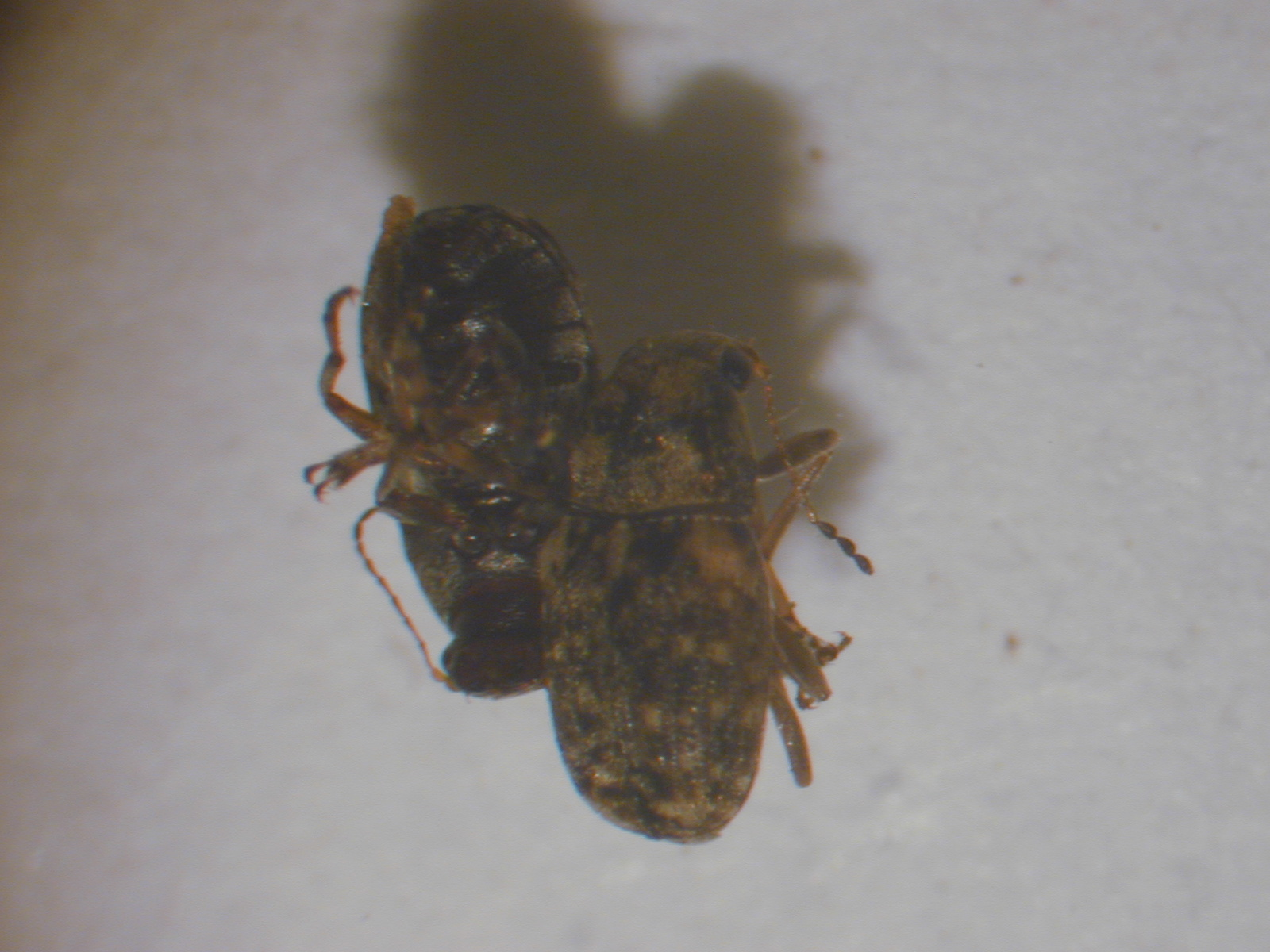
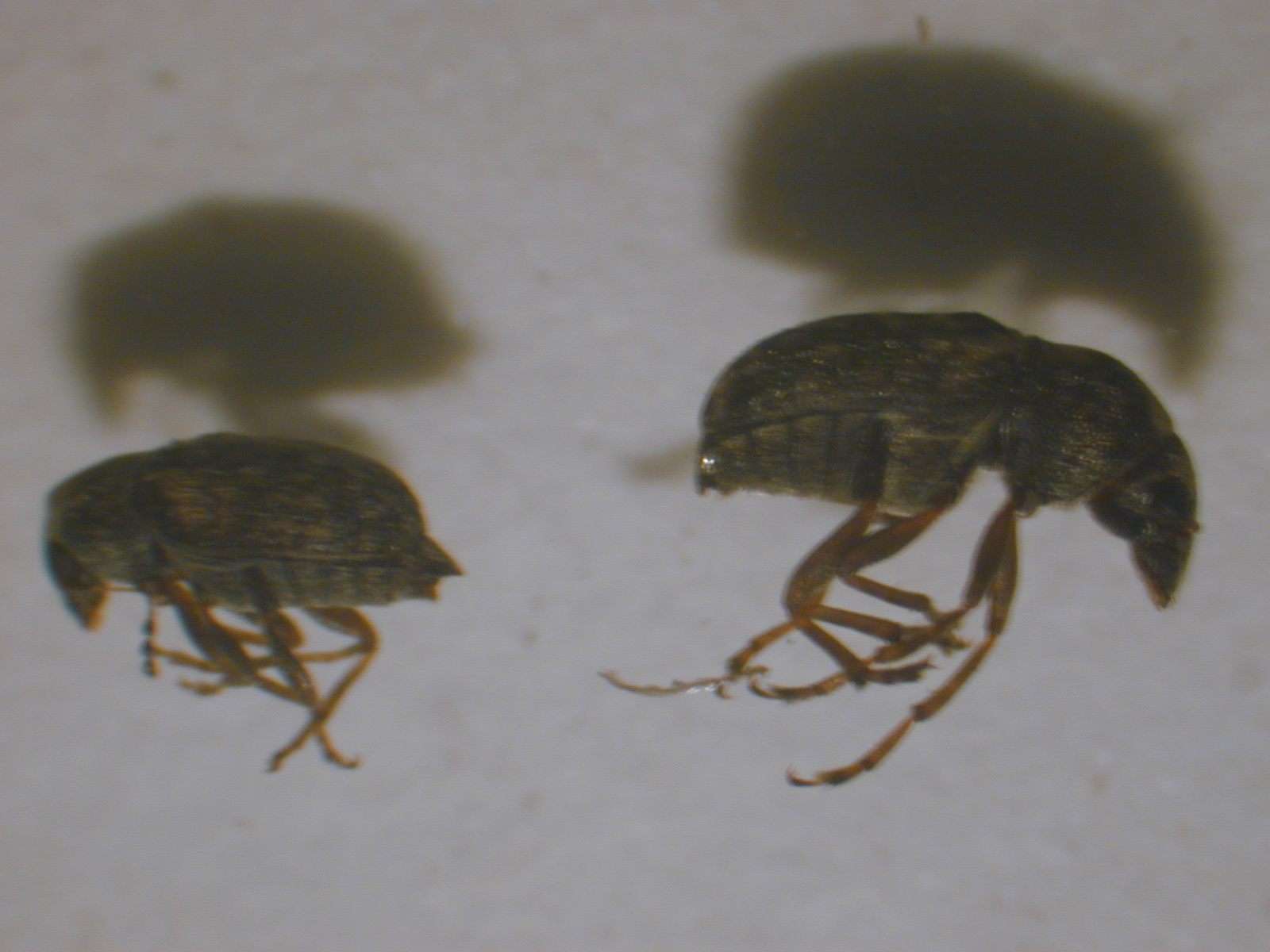